# Almenara (Brasil)
Almenara là một đô thị thuộc bang Minas Gerais, Brasil. Đô thị này có diện tích 2300,797 km², dân số năm 2007 là 36907 người, mật độ 15,8 người/km².